# Babidół
Babidół (kaszb. Babòdół lub też Babi Dół, niem. Ziegelei Babenthal) – wieś kaszubska w Polsce położona w województwie pomorskim, w powiecie gdańskim, w gminie Kolbudy.
| SIMC    | Nazwa  | Rodzaj     |
| ------- | ------ | ---------- |
| 0163825 | Nowiny | przysiółek |

Wieś jest siedzibą sołectwa Babidół.
Na północ od wsi znajduje się leśny rezerwat przyrody Jar Reknicy.
W latach 1975–1998 miejscowość administracyjnie należała do województwa gdańskiego. Do 1918 roku wieś była częścią powiatu kartuskiego.